# Chilabothrus monensis
Espèce
Synonymes
- Epicrates monensis Zenneck, 1898
- Epicrates monensis granti Stull, 1933

Statut de conservation UICN

 EN B1ab(iii,v) : En danger
Statut CITES
Chilabothrus monensis est une espèce de serpents de la famille des Boidae.

## Répartition
Cette espèce se rencontre à Porto Rico et aux îles Vierges américaines et britanniques.

## Liste des sous-espèces
Selon The Reptile Database (2 août 2013) :
- Chilabothrus monensis monensis (Zenneck, 1898) de l'île Mona
- Chilabothrus monensis granti (Stull, 1933)

## Étymologie
Son nom d'espèce, composé de mon[a] et du suffixe latin -ensis, « qui vit dans, qui habite », lui a été donné en référence au lieu de sa découverte, l'île Mona.

## Publications originales
- Stull, 1933 : Two new subspecies of the family Boidae. Occasional Papers Museum of Zoology, University of Michigan, no 267, p. 1-4 (texte intégral).
- Zenneck, 1898 : Die Zeichnung der Boiden. Zeitschrift für wissenschaftliche Zoologie, vol. 64, p. 1-384 (texte intégral).